# Boutiquea
Boutiquea é um género botânico pertencente à família Annonaceae.